# Bitwa pod Cochem
Bitwa pod Cochem (zwana także bitwą pod Kochheim) – starcie zbrojne, które miało miejsce 21 sierpnia 1688 podczas wojny palatynackiej.
Jedna z armii Ludwika XIV, dowodzona przez Boufflersa, operowała od Luksemburga (zdobytego przez Francuzów w 1684) i Trarbach w kierunku Renu. Pod Cochem Boufflers pobił armię cesarsko-bawarską, jednak zwycięstwo to nie uratowało Moguncji i Bonn.